# Alfred Lane
Alfred Lane (Nova Iorque, 26 de setembro de 1891 — Nova Iorque, 2 de outubro de 1965) foi um atirador esportivo estadunidense. Ele foi campeão olímpico nas categorias de tiro rápido 25 metros e 50 metros masculino nos Jogos Olímpicos de Verão de 1912 em Estocolmo, sendo um dos primeiros atletas a conquistar mais de uma medalha de ouro numa mesma edição. Além das conquistas individuais, conquistou outras medalhas nas competições em equipe em Estocolmo e em Antuérpia na edição seguinte, nos Jogos Olímpicos de 1920.
Filho de Frederic Henry Lane e Louise Abbott Mosely, ele treinou tiro no Manhattan Rifle and Revolver Association na sua cidade-natal. Aos dezenove anos, venceu vários campeonatos da U.S. Revolver Association (USRA). Mais tarde, ele foi contratado pela Remington Arms para suas campanhas publicitárias e, em seguida, tornou-se chefe do departamento fotográfico de uma editora de revistas.